# Sphingius vivax
Espèce
Synonymes
- Thamphilus vivax Thorell, 1897
- Alaeho linoi Barrion & Litsinger, 1995

Sphingius vivax est une espèce d'araignées aranéomorphes de la famille des Liocranidae.

## Distribution
Cette espèce se rencontre en Birmanie, en Thaïlande, en Malaisie, au Viêt Nam et aux Philippines.

## Description
La femelle holotype mesure 6 mm.
Le mâle décrit par Deeleman-Reinhold en 2001 mesure 4,00 mm et la femelle 5,60 mm.

## Publication originale
- Thorell, 1897 : Viaggio di Leonardo Fea in Birmania e regioni vicine. LXXIII. Secondo saggio sui Ragni birmani. I. Parallelodontes. Tubitelariae. Annali del Museo Civico di Storia Naturale di Genova, sér. 2, vol. 17, p. 161-267 (texte intégral).